# Fuente de la Dama (Soria)
La fuente de la Dama, también conocida como fuente de Venus, fue una fuente ornamental que se encontraba en la ciudad española de Soria, en la Alameda de Cervantes. 

## Historia
El origen de la fuente se encuentra en el antiguo abrevadero o pilón para animales que se encontraba junto a la fuente de la Dehesa, reformada en 1908 y conocida como Fuente de los Tres Caños. El pequeño estanque ya aparece en el plano de Coello de 1860, y con mayor precisión en el catastral de 1868. Dicho elemento hay que suponerlo tan antiguo como el propio uso de la Alameda de Cervantes, nacida como dehesa boyal de pasto, uso que se mantendría en parte hasta el primer tercio del siglo XX. El abrevadero y la fuente se situaban, como ahora, al final del paseo y jardines de la zona baja de la Dehesa. Estos jardines que están ordenados sobre la base de una serie de parterres y ejes, fueron reformados en los años 40 del siglo XX y son herederos de la disposición que tenía el jardín en el siglo XIX según se puede observar en los mencionados planos.
Cumplida su función y tras la conversión completa de la dehesa en parque y del abrevadero en fuente del Estanque, fue rehabilitado en los años 1980 sustituyéndose por una nueva fuente que formaba parte de un eje ornamentado por una sucesión de elementos y surtidores. Partiendo desde la puerta izquierda de la entrada principal y atravesando el busto de Mariano Granados y la Fuente del Niño, se llegaba a la fuente de la Dama, dispuesta sobre una plataforma que domina la perspectiva. La fuente adaptaba su forma semicircular a la exedra en cuyo frente se localiza la Fuente de los Tres Caños y que remata la sucesión de elementos.
En el año 2016 el Ayuntamiento de Soria anunció la supresión de la histórica fuente y su sustitución por una escultura. En las obras de acondicionamiento se eliminaron las rejas que cubrían la exedra.

## Descripción
La fuente de la Dama estaba formada por un vaso con forma de media luna sobre el que vertían tres surtidores. El principal estaba constituido por una fundición femenina, a veces identificada con Venus, que sostenía un jarrón del que surtía el agua. A ambos lados del podio sobre el que estaba situada la escultura, dos mascarones con cabeza de león, arrojaban sendos chorros al vaso. El estanque principal rebosaba así mismo sobre un canal corrido inferior.